# Antonio Ferrara
Antonio Francisco Ferrara (San Fernando, provincia de Buenos Aires, Argentina, 4 de abril de 1912) es un exfutbolista argentino. Jugaba de centrocampista. Es llamado a menudo "Ferrara II", para distinguirlo de su hermano mayor Nicola, también futbolista.

## Trayectoria
Nació en San Fernando, debutó en el club de su ciudad natal, el San Fernando, en el año 1930. Tras pasar por los clubes Colegiales y Platense, en 1934 se mudó a Italia, fichando por el Livorno donde ya jugaba su hermano Nicola. En 1935 pasó al Napoli, donde fue alcanzado por su hermano la temporada siguiente. En 1937 los dos fueron trasferidos al Inter de Milán (que en ese entonces se llamaba "Ambrosiana-Inter") y ganaron un Scudetto. En 1939 volvió a Argentina para jugar en el Acassuso, retirándose en 1944.

## Clubes
| Club             | País      | Año         |
| ---------------- | --------- | ----------- |
| San Fernando     | Argentina | 1930 - 1931 |
| Colegiales       | Argentina | 1931 - 1932 |
| Platense         | Argentina | 1932 - 1934 |
| Livorno          | Italia    | 1934 - 1935 |
| Napoli           | Italia    | 1935 - 1937 |
| Ambrosiana-Inter | Italia    | 1937 - 1938 |
| Acassuso         | Argentina | 1939 - 1944 |

## Palmarés

### Campeonatos nacionales
| Título  | Club             | País   | Año         |
| ------- | ---------------- | ------ | ----------- |
| Serie A | Ambrosiana-Inter | Italia | 1937 - 1938 |